# Penmaenmawr
Penmaenmawr  è una località balneare del Galles nord-occidentale, facente parte del distretto unitario di Conwy ed affacciata sulla baia di Conwy (tratto della baia di Liverpool, Mare d'Irlanda). Conta una popolazione di circa 2.500 abitanti.
La località ha un passato legato all'industria mineraria.

## Geografia fisica

### Collocazione
Penmaenmawr si trova a nord del parco nazionale di Snowdonia, a circa metà strada tra Llandudno e Llanfairfechan (rispettivamente a sud-ovest della prima e ad est/nord-est della seconda), a circa 7 km ad ovest di Conwy.

### Territorio
Di fronte alla cittadina, si affacciano delle spiagge di circa 4 miglia, che si estendono tra il promontorio di Penmaenmawr, ad est, e il Penmaen-bach, ad ovest.
|  |

## Società

### Evoluzione demografica
Al censimento del 2011, Penmaenmawr contava una popolazione pari a 2.535 abitanti.
La località ha conosciuto un incremento demografico rispetto al 2001, quando contava 2.403 abitanti, ma un calo demografico rispetto al 1991, quando ne contava 12.681.

## Storia
Nel 1833, iniziò lo sfruttamento minerario della pietra locale.

## Leggende
Secondo la leggenda, le rocce del mare antistante Penmaenmawr sarebbero il luogo dove sorgeva il palazzo di un principe di nome Helyg o Helig, figlio di Clannawg.

## Penmaenmawr nella cultura di massa
- Alla località è dedicato il cortometraggio del 1912, diretto da Sidney Webber Northcote, The Pedlar of Penmaenmawr[6]